# Get Outta My Dreams, Get into My Car
Get Outta My Dreams, Get into My Car è un singolo del cantante trinidadiano-britannico Billy Ocean, pubblicato nel 1988 ed estratto dall'album Tear Down These Walls.

## Il brano
Il brano è stato scritto da Billy Ocean e Mutt Lange. Esso contiene un motivo tratto dalla canzone You're Sixteen degli Sherman Brothers. La canzone è inserita come brano finale nella colonna sonora del film License to Drive - Licenza di guida (1988).
La canzone è stata anche parodiata dal comico e attore Jason Sudeikis nei panni del cantante fittizio anni '80 Ocean Billy nel sketch del Saturday Night Live Worst of Soul Train col titolo Get Outta My Car, Get Into My Trunk.

## Tracce
- 12" Single

1. Get Outta My Dreams, Get into My Car (Extended Version) - 8:59
2. Get Outta My Dreams, Get into My Car (7" Version) - 4:43
3. Showdown - 4:58

- 7" Single

1. Get Outta My Dreams, Get into My Car - 4:10
2. Showdown - 4:58

- CD Maxi-Single

1. Get Outta My Dreams, Get into My Car (Extended Version) - 8:59
2. When the Going Gets Tough, the Tough Get Going - 4:02
3. Showdown - 4:58